# Thatcher Demko
Thatcher Douglas Demko (* 8. Dezember 1995 in San Diego, Kalifornien) ist ein US-amerikanischer Eishockeytorwart, der seit April 2016 bei den Vancouver Canucks in der National Hockey League unter Vertrag steht.

## Karriere

### Jugend und College
Demko kam durch seinen Vater, der aus der kanadischen Provinz Ontario stammt, zum Eishockey. Er begann seine Karriere in den Juniorenligen seiner Geburtsstadt San Diego in Südkalifornien und wechselte mit 15 Jahren zu den Omaha Lancers in die United States Hockey League. Dort zog er die Aufmerksamkeit des USA Hockey National Team Development Program auf sich, in das er noch in derselben Saison 2011/12 aufgenommen wurde. In der folgenden Spielzeit war er Stammtorwart der U18-Mannschaft und schloss die High School ein Jahr früher als üblich ab, um bereits als 17-Jähriger ans Boston College wechseln zu können.
Obwohl Demko in seinem ersten Jahr in Boston der jüngste Spieler der Liga war, bestritt er mehr als die Hälfte der Spiele seiner Mannschaft in der National Collegiate Athletic Association (NCAA). Er beendete die Saison 2013/14 mit einer Fangquote von 91,9 % und gewann mit dem Boston College den Titel in der Division Hockey East. Vor dem NHL Entry Draft 2014 wurde er von der Mehrheit der Scouts als bester Torhüter seines Jahrgangs eingestuft. Die Vancouver Canucks wählten ihn schließlich in der zweiten Runde an insgesamt 36. Position aus.
Ein Jahr nach dem Draft wurde bekannt, dass Demko vier Jahre lang mit einer beidseitigen Hüftverletzung gespielt hatte. Im April 2015 unterzog er sich daher einer Operation, die auch seine Bewegungsfähigkeit auf dem Eis verbesserte. In seinem dritten Jahr am Boston College stellte er 2015/16 mit zehn Shutouts einen neuen Mannschaftsrekord auf und wurde mit dem Mike Richter Award als bester Torhüter der NCAA ausgezeichnet. Zudem war Demko als einer von drei Finalisten für den Hobey Baker Memorial Award nominiert.

### Vancouver Canucks
Im April 2016 unterzeichnete Thatcher Demko einen Einstiegsvertrag über drei Jahre mit den Vancouver Canucks und gab in der Saison 2016/17 sein Profidebüt für deren Farmteam, die Utica Comets, in der American Hockey League (AHL). Als Stammtorwart vor Richard Bachman kam Demko in 45 Spielen für die Comets zum Einsatz. In der folgenden Saison verbesserte er seine Fangquote von 90,7 auf 92,2 Prozent, qualifizierte sich mit der Mannschaft für die Play-offs und nahm am AHL All-Star Classic teil. Zudem gab er am 31. März 2018 sein NHL-Debüt, als er beim 5:4 nach Overtime gegen die Columbus Blue Jackets über die volle Spielzeit im Tor der Canucks stand. Damit war er nach John Blue der zweite in Kalifornien geborene Torhüter, der zu einem Einsatz in der NHL kam.
Nach neun Einsätzen in der Spielzeit 2018/19 etablierte sich Demko mit Beginn der Saison 2019/20 als Backup von Jacob Markström im NHL-Aufgebot der Canucks. Zur Saison 2020/21 setzte er sich gegen den neu verpflichteten Braden Holtby als Stammtorwart durch, sodass er im März 2021 einen neuen Fünfjahresvertrag in Vancouver unterzeichnete, der ihm mit Beginn der Spielzeit 2021/22 ein durchschnittliches Jahresgehalt von fünf Millionen US-Dollar einbringen soll. Am Ende der Saison 2023/24 wählte man ihn ins NHL Second All-Star Team.

### International
In seiner Zeit mit dem US National Team Development Program nahm Demko an mehreren internationalen Turnieren teil, darunter auch der U18-Junioren-Weltmeisterschaft 2013. Bei dieser gewann er als Stammtorhüter mit den USA die Silbermedaille. Bei der U20-Junioren-Weltmeisterschaft zwei Jahre später bestritt er ebenfalls alle Einsätze und schloss das Turnier mit der drittbesten Fangquote alle Torhüter ab, scheiterte mit seiner Mannschaft jedoch im Viertelfinale an der russischen Auswahl. Zur Weltmeisterschaft 2016 wurde Demko erstmals in den Kader der Herren-Nationalmannschaft berufen, kam aber als dritter Torwart hinter Mike Condon und Keith Kinkaid nicht zum Einsatz.

## Erfolge und Auszeichnungen
| - 2014 Lamoriello-Trophy-Gewinn mit dem Boston College - 2014 Hockey East All-Rookie Team - 2016 Lamoriello-Trophy-Gewinn mit dem Boston College - 2016 Hockey East Player of the Year - 2016 Hockey East First All-Star Team - 2016 NCAA East Second All-American Team | - 2016 Mike Richter Award - 2017 AHL-Torwart des Monats Oktober - 2018 Teilnahme am AHL All-Star Classic - 2022 Teilnahme am NHL All-Star Game - 2024 Teilnahme am NHL All-Star Game - 2024 NHL Second All-Star Team |

### International
- 2012 Silbermedaille bei der World U-17 Hockey Challenge
- 2013 Silbermedaille bei der U18-Junioren-Weltmeisterschaft

## Karrierestatistik
Stand: Ende der Saison 2023/24

### International
Vertrat USA bei:
| - World U-17 Hockey Challenge 2012 - U18-Junioren-Weltmeisterschaft 2013 - U20-Junioren-Weltmeisterschaft 2014 | - U20-Junioren-Weltmeisterschaft 2015 - Weltmeisterschaft 2016 - Weltmeisterschaft 2019 |

(Legende zur Torhüterstatistik: GP oder Sp = Spiele insgesamt; W oder S = Siege; L oder N = Niederlagen; T oder U oder OT = Unentschieden oder Overtime- bzw. Shootout-Niederlage; Min. = Minuten; SOG oder SaT = Schüsse aufs Tor; GA oder GT = Gegentore; SO = Shutouts; GAA oder GTS = Gegentorschnitt; Sv% oder SVS% = Fangquote; EN = Empty Net Goal; 1 Play-downs/Relegation; Kursiv: Statistik nicht vollständig)